# Mashūsjön
Mashūsjön (摩周湖 Mashū-ko?) (Ainu: Kamuy-to) är en avloppslös kratersjö bildad i calderan av en potentiellt aktiv vulkan. Sjön ligger i Akan-Mashū nationalpark på Hokkaido i Japan. Sjön har ett av världens största siktdjup. Sjön anses mystisk, då den sommartid ofta inte går att se på grund av att den ligger insvept i dimma.

## Galleri

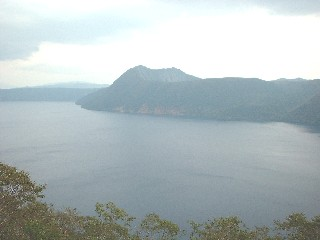
Jämförelsevis bra väder vid Mashūsjön.
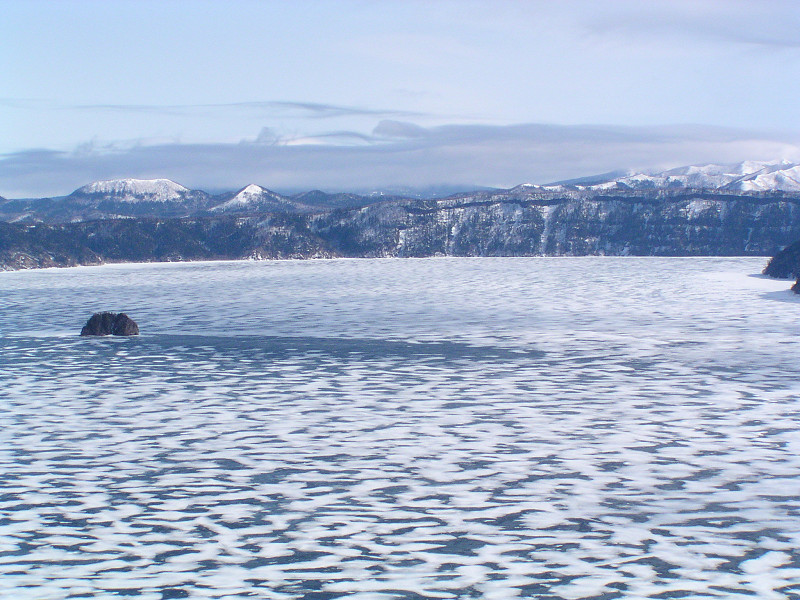
Mashūsjön på vintern.
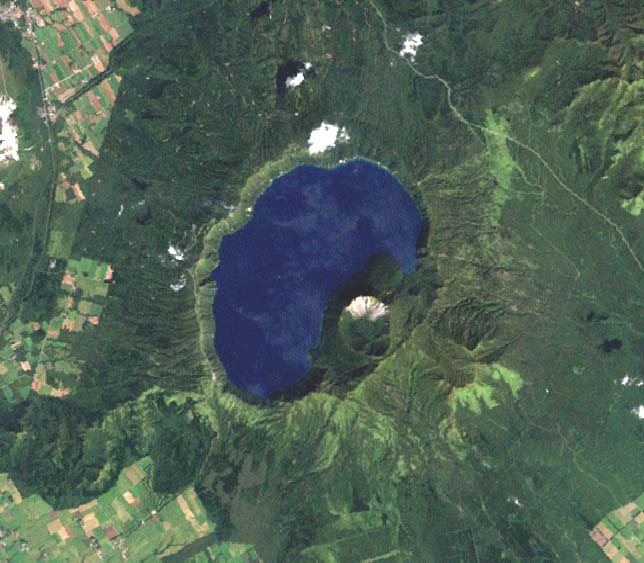
Satellitbild över Mashūsjön.
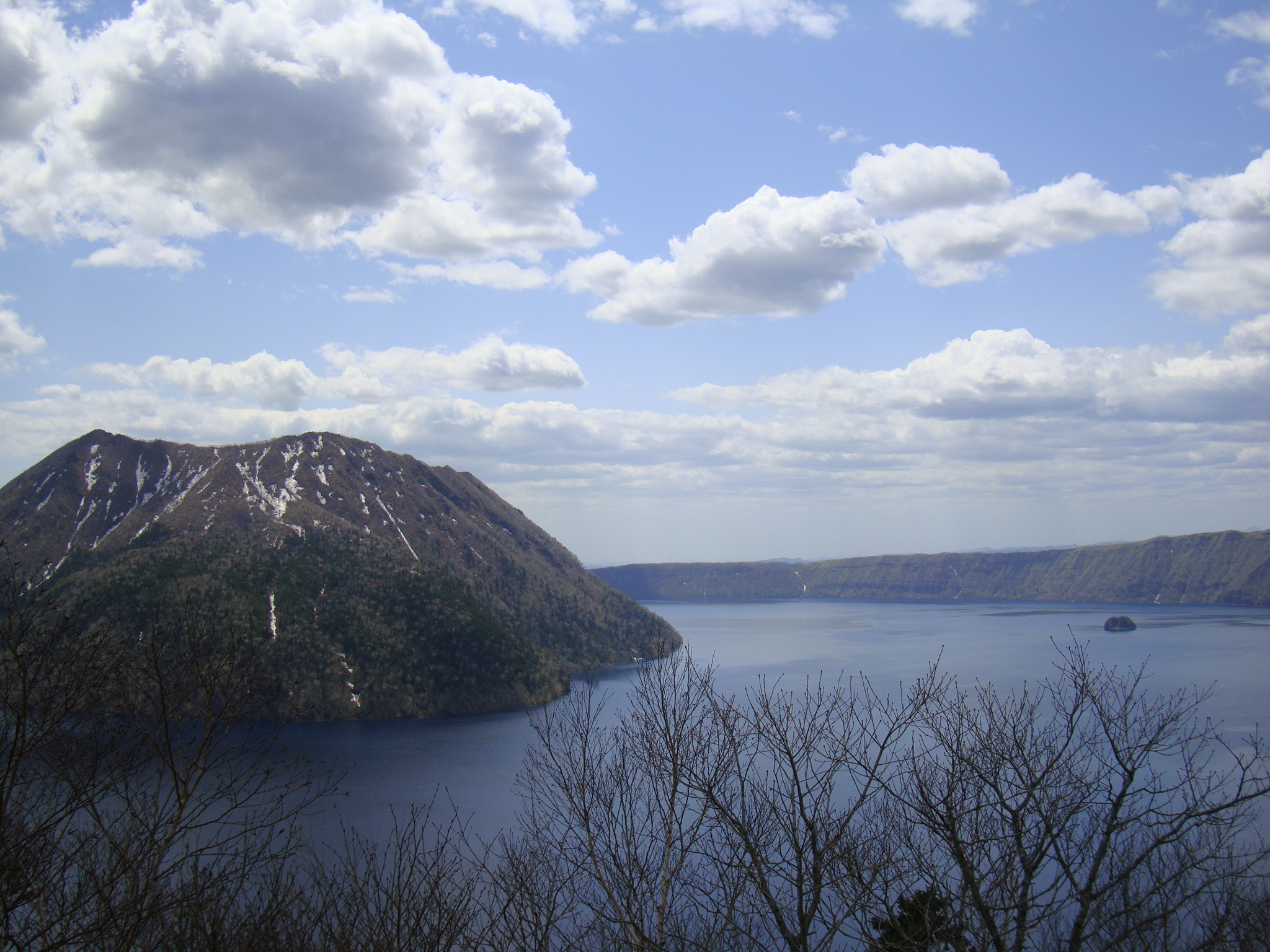